# Somalia en los Juegos Paralímpicos de París 2024
Somalia estuvo representada en los Juegos Paralímpicos de París 2024 por un deportista masculino. El equipo paralímpico somalí no obtuvo ninguna medalla en estos Juegos.